# 神戸西警察署
神戸西警察署（こうべにしけいさつしょ）は、兵庫県警察が管轄する警察署の一。管轄区域の人口は、神戸市内最大の25万。

## 所在地
神戸市西区糀台5丁目12番地の2

## 管轄区域
神戸市西区

## 沿革
- 1991年2月 - 神戸市西区玉津町（第二神明道路玉津インター近く）から現在地に移転。同時に兵庫県玉津警察署から兵庫県神戸西警察署に改称。

## 交番
- 上池交番 - 神戸市西区玉津町上池27-21
- 枝吉交番 - 神戸市西区枝吉1丁目197
- 出合交番 - 神戸市西区玉津町出合212-4
- 玉津交番 - 神戸市西区長畑町154-1
- 春日台交番 - 神戸市西区春日台3丁目3-1
- 古郷交番 - 神戸市西区竜が岡2丁目15-8
- 神出交番 - 神戸市西区神出町田井52
- 栄交番 - 神戸市西区押部谷町栄281-1
- 富士見が丘交番 - 神戸市西区押部谷町西盛558-2
- 櫨谷交番 - 神戸市西区櫨谷町長谷272-1
- 狩場台交番 - 神戸市西区狩場台3丁目9-2
- 竹の台交番 - 神戸市西区竹の台2丁目20-1
- 有瀬交番 - 神戸市西区伊川谷町有瀬1281-5
- 伊川谷交番 - 神戸市西区池上4丁目14-1
- 井吹台交番 - 神戸市西区井吹台東町1丁目67-1
- 学園駅前交番 - 神戸市西区学園西町1丁目14

## 駐在所
- 西戸田駐在所 - 神戸市西区平野町印路521-3
- 岩岡駐在所 - 神戸市西区岩岡町岩岡922-7
- 高和駐在所 - 神戸市西区押部谷町高和477-1

## 周辺
- 西神ニュータウン
- そごう西神店
- 西神センタービル
- 神戸西郵便局
- 西神戸医療センター
- 西神中央公園

## アクセス
- 神戸市営地下鉄西神・山手線 西神中央駅から南へ約300m
- 神戸市営バス・神姫バス 西神中央駅前バス停から南へ約250m

## 主な事件
- 神戸大学院生リンチ殺人事件

## 新型コロナウイルス感染
- 2020年4月13日、兵庫県警は、神戸西署で新型コロナウイルス感染者が判明、あわせて署長と副署長も感染したと発表した。県警は署長と副署長を交代する人事を発令した。同署は7日に50代の男性警視の感染が分かって署幹部や署員の陽性が相次いで判明。県警の警察官と職員の感染は計11人になった。3月27日、幹部7人が署長と副署長の着任の歓迎会を居酒屋で開いた、出席者の感染は計5人となった。署幹部は当初、「幹部の飲み会はなかった」と説明、その後、歓迎会開催を認めた。県警は歓迎会は「感染防止に人数を絞っていた」との認識を示している。幹部らは毎朝、定例会議で顔を合わせていた。同署では約120人を自宅待機とし、本部から警察官を派遣して業務を継続。一部は屋外で対応している[1]。